# El monstruo de Creta
El monstruo de Creta (Teseo contro il Minotauro) es una película italiana de género péplum dirigida por Silvio Amadio y estrenada en 1960. Trata de una manera muy libre el tema mítico del Laberinto de Creta.

## Argumento
En Creta, la bella y malvada princesa Fedra (Rosanna Schiaffino) envía al oficial Quirón (Alberto Lupo) a asesinar a su gemela Ariadna (Rossana Schiaffino), que creció con una familia campesina, pues la madre de ambas, Pasífae (Elena Zareschi), decidió ocultarla para que no fuera sacrificada al Minotauro como dictaba la ley cretense. Sin embargo, Quirón fracasa en su misión cuando el hijo del rey de Atenas, Teseo  (Bob Mathias, en la vida real célebre atleta de la época), y su amigo cretense Demetrio (Rik Battaglia) salvan a Ariadna de la muerte. Teseo lleva a Atenas a la joven, y ambos se enamoran, pero cuando el plan de Fedra persiste, Teseo, con ayuda de Demetrio, debe viajar a Creta para vencer a sus enemigos y enfrentarse con el monstruoso Minotauro.

## Reparto
- Anfítrite: Susanne Loret
- Ariadna / Fedra: Rosanna Schiaffino (con la voz de Rosetta Calavetta)
- Demetrio: Rik Battaglia (como Rick Battaglia)
- Egeo: Nerio Bernardi (con la voz de Emilio Cigoli)
- Gerión: Nico Pepe
- Ilia, hija de Janto: Tiziana Casetti
- Janto: Alberto Plebani
- Madre adoptiva de Ariadna: Emma Baron
- Médico de la corte: Paul Müller
- Minos: Carlo Tamberlani
- Minotauro: Milo Malagoli
- Pasífae: Elena Zareschi (esta, con la voz de Lydia Simoneschi)
- Quirón: Alberto Lupo
- Teseo: Bob Mathias